# La Higuera (Chili)
Pour les articles homonymes, voir La Higuera.
La Higuera est une commune du Chili de la province d'Elqui, elle-même située dans la région de Coquimbo. Elle est limitée à l'ouest par l'océan Pacifique, à l'est par l'Argentine et au sud par les communes de Vicuña et La Serena.
Sa superficie est de 4 158,2 km2, sa population en 2002 était de 3 721 habitants. Deux tiers de la population vit en milieu rural.